# 方展博
方展博，是無綫電視於1992年首播劇集《大時代》裡面的兩大男主角之一，兒童時期由黃寶龍飾演，成人時期由劉青雲所飾演。股票大亨方進新的長子，擁有「直覺」的能力，買賣股票天份極高，兒時家境富裕，卻因被丁蟹殺死其父方進新而註定與丁家成為宿敵。

## 經歷
方展博父親方進新是七十年代的股票大亨，因此方家早年家境富裕，子女皆入讀國際學校。但後來由於丁蟹將方進新打至痴呆，令方家家道中落，及後方進新努力自力更生，但最後卻再遭丁蟹錯手打死。及後方展博大受打擊，自暴自棄。在13歲時被繼母羅慧玲送往學師，但經歷非常痛苦，經常被師父虐打，及後出走未再回家，因而諸到二妹方芳怨恨。但實際上方展博卻是非常愛惜三個妹妹，只是因接受不了父親的逝世才過著頹廢的生活。長大後從事電器維修員，其後巧遇“慳妹”阮梅並上門修理電器，怎料慳妹竟是方家的鄰居，方展博因此被玲姐發現，原來他一直住在天橋底，令玲姐非常痛心並逼他回家。
其後丁蟹母親賤婆婆探訪方家，方展博對其大罵丁家而令眾人非常感動，其後又遇到當年義助其父親擊敗股票界老狐狸陳萬賢的股神葉天，自此方展博開始振作並在股票行工作，並成為葉天的徒弟。第一天上班卻因與前總華探長潛逃的龍成邦的女兒龍紀文搶截的士而遭對方認得，其後竟發展超友誼關係。此外，他亦與慳妹過了特別的經歷，如親自送患病的慳妹入院，因此三人發展出三角關係。之後，他與陳萬賢的棄子陳滔滔合作，再次擊敗陳萬賢。
他與後來他亦與顧家和孝順的妹妹方芳和好，兩人只存在芥蒂，其實都很關心對方。豈料，由於兄妹多次遭到丁家四蟹的脅逼而過著非人生活，他們唯有向傳媒展示自己遭黑社會逼害的證據。而此時四蟹的父親丁蟹從台灣潛逃回港，方家當然舉報他並接受審訊，方家的人為了替父親方進新討回公道，在庭上指證丁蟹，此時丁家已率先逼死細妹方敏。丁蟹罪名成立後，四蟹竟然使人將方展博、方芳和方婷三兄妹從高處拋下，兩妹妹當場死亡，方展博僥倖生還卻再次險被暗殺，其後著草台灣，而玲姐亦變得瘋癲。
在台灣的方展博亦不忘炒股，卻在那裡巧遇慳妹和龍紀文，再次發展一段三角關係。後來得到慳妹金錢相助及變賣家產後，方展博得到一筆資金用作投資而獲利百萬，之後便開始展開復仇大計，在股票市場狙擊丁家在港上市的「五蟹集團」而獲利甚豐，在戰場上被察覺同為方婷報仇的陳滔滔而聯絡上。五蟹集團被狙擊後，丁蟹親自出馬，卻因強大運氣而大破陳滔滔更令其破產，惟方展博早已洞悉此事並勸陳滔滔收手不果。
在之後，方展博賺得一筆金錢後回港接走玲姐，卻被丁蟹逼害下令玲姐慘死，方展博全家死光後誓言必定要向丁家報仇，不過其仍遭丁家追殺。在慳妹苦求黑社會大勢力人士周濟生出馬後，方展博才有一條生路。其後在龍成邦資金協助下，方展博在港開設時代證券公司，並聘請陳滔滔。在經過數年投資發展後，方展博已儲了不少彈藥與丁家抗衡。方展博知道丁家全家根本不會投資股票，只是依靠丁蟹的強大運氣才能賺錢。
後來方展博正式與丁家決一死戰，在期指市場下對賭，丁家大手沽貨而方展博大手買入。在第一天丁家取得大勝，方展博為求扭轉劣勢，請求香港三大富商協助參戰，原來方進新是三大富商的恩人，因此為報答對方而義助方展博。在富商的入市下，加上指示極運滯的龍成邦及周濟生亦同時沽貨，創造了「大奇蹟日」，恆指勁升三千多點，因此獲得過百億身家。回到辦公室的他為其師父、父親、玲姐、芳芳、婷婷和敏敏乾杯，象徵大仇已報，終可安息。而丁家一家負債百億而遭到追殺，走投無路下墮樓。四蟹相繼墮樓時，方展博更數著「一隻、兩隻、三隻、第四隻⋯⋯還欠一隻丁蟹」，而丁蟹墮樓時卻被電線纏足，撞進方展博辦公室並倒吊窗外。
最後方展博選擇與阮梅一起，他們卻生活了短短時間，阮梅便心臟病發，在其懷中死去。此外方展博為求借運變得不擇手段，不惜指示龍成邦及周濟生沽空期指，雖表明會連本帶利償還虧損，但龍紀文仍與他反目成仇，方展博看着龍紀文拂袖而去卻一頭霧水；直至陳滔滔趕到通知展博，龍成邦心臟病發死亡，展博始知自己恩將仇報，被龍紀文看成殺父仇人，為時已晚、恨錯難返⋯⋯

## 經典金句
- （親眼目擊五蟹跳樓情景時說）一隻⋯⋯兩隻⋯⋯三隻⋯⋯第四隻，仲爭隻丁蟹（第1及40集）
- 還咩還，你靠咩還，還到你成家冚家剷都還唔哂呀還！？（錄影带版，VCD版第8集）
- 還咩還，你靠咩還，還到你成家死晒都還唔哂！（翡翠台，DVD版第8集）
- 我方展博要發達，我方展博要做億萬富豪⋯⋯（重覆地說）

## 相關角色
《大時代》姊妹作《世紀之戰》，當中劉青雲飾演的角色“方新俠”，原型是方展博。